# Vitamine C
La vitamine C est une vitamine hydrosoluble sensible à la chaleur et à la lumière jouant un rôle important dans le métabolisme de l'être humain et de nombreux autres mammifères. Chimiquement parlant, il s'agit de l'acide L-ascorbique, un des stéréoisomères de l'acide ascorbique, et de ses sels, les ascorbates. Les plus courants sont l'ascorbate de sodium et l'ascorbate de calcium.
On parle d'acide ascorbique ou acide L-(+)-ascorbique donc dextrogyre de numéro CAS50-81-7 et il est le seul autorisé à porter le nom de « vitamine C ». L'acide ascorbique lévogyre (acide D-(–)-ascorbique) n'a pas d'effet vitaminique suffisant.

## Propriétés chimiques

### Conservation
Très fragile en solution, elle est détruite au contact de l'air (par oxydation) ou sous l'exposition à la lumière (par action des ultraviolets) et la chaleur accélère ces processus. La cuisson des aliments détruit progressivement la vitamine C,, il faut donc privilégier une cuisson courte et à basse température pour la conserver.

## Synthèse
Alors que la plupart des mammifères sont capables de la synthétiser dans leur foie ou dans leurs reins (ce n'est donc pas une vitamine pour eux), les hominidés (dont l'être humain), le cochon d'Inde, la plupart des chauve-souris, certains oiseaux passeriformes et poissons téléostéens en sont incapables. Ils ont tous  indépendamment perdu la capacité de synthétiser la vitamine C dans les reins ou le foie,. Chez tous ces animaux, cela est dû à une mutation du gène codant pour la L-Gulonolactone oxydase, l'enzyme qui catalyse la dernière étape de la voie de l'acide ascorbique,. Le fait que l'auxotrophie pour la vitamine C soit systématiquement causée par l'inactivation de ce gène est probablement dû au fait que la perte d'une enzyme plus en amont dans cette voie de synthèse entraînerait également l'incapacité à synthétiser d'autres molécules.
Étant donné que l'ascorbate présente des fonctions importantes (cofacteur enzymatique, synthèse du collagène, agent réducteur capable d'éliminer rapidement un certain nombre de dérivés réactifs de l'oxygène…), il peut être surprenant que la capacité de synthèse de cette molécule n'ait pas toujours été conservée au cours de l'évolution. 
Plusieurs hypothèses ont été formulées pour expliquer cette perte. L'alimentation des animaux ayant perdu la L-Gulonolactone oxydase est riche en vitamine C. Les gorilles, par exemple, consomment 20 à 30 fois plus de vitamine C que l'apport recommandé pour les humains aux États-Unis. L'hypothèse la plus communément admise est qu'un apport alimentaire en vitamine C suffisant rend sa synthèse superflue. Le gène codant pour la L-Gulonolactone oxydase évoluerait donc sans pression de sélection, ce qui favoriserait l'accumulation de mutations menant à sa perte de fonction.
Une hypothèse pour expliquer l'incapacité à produire la vitamine C chez l'ancêtre de l'humain et des grands singes, a été émise par Richard J. Johnson, un spécialiste des maladies cardio-vasculaires, et de l'uricémie humaine (une autre erreur génétique pratiquement caractéristique des grands primates, dont l'Humain). Il suggère que l'acide urique et le manque de vitamine C, deux facteurs pro-inflammatoires, auraient accordé un avantage évolutif en promouvant la rétention des graisses (effet reconnu du stress oxydatif et de l'inflammation), utile durant les famines de l'Éocène tardif et du Miocène moyen, contemporaines de ces mutations génétiques.

## Action chez l'humain
La vitamine C est un cofacteur enzymatique impliqué dans un certain nombre de réactions physiologiques (hydroxylation).
Elle est requise dans la synthèse du collagène et des globules rouges et contribue au système immunitaire, cependant  il n'est pas démontré que la supplémentation orale en vitamine C diminue significativement le risque d'infections respiratoires en population générale déjà bien nourrie.
Elle joue également un rôle dans le métabolisme du fer en tant que promoteur de son absorption ; son utilisation est donc déconseillée chez les patients porteurs d'une surcharge en fer et particulièrement d'une hémochromatose.
Sous forme oxydée (acide déshydroascorbique), elle traverse la barrière hémato-encéphalique pour accéder au cerveau et à plusieurs organes à forte concentration en vitamine C. Les muscles squelettiques répondent rapidement à la prise de vitamine C, mais la perdent également rapidement si l'apport de la vitamine est insuffisant. Il s'agit d'un antioxydant, molécule capable de contrer l'action néfaste d'oxydants comme les radicaux. À cet effet, on emploie également l'acide-D-ascorbique qui, à l'inverse de l'acide-L-ascorbique, ne présente pas d'activité vitaminique.

## Apports conseillés

### Apports journaliers recommandés
Les recommandations européennes conseillent un apport quotidien de 75 mg pour une femme et de 90 mg pour un homme. À titre d'exemple, une orange apporte en moyenne 53 mg de vitamine C (40 à 80 mg par 100 g).

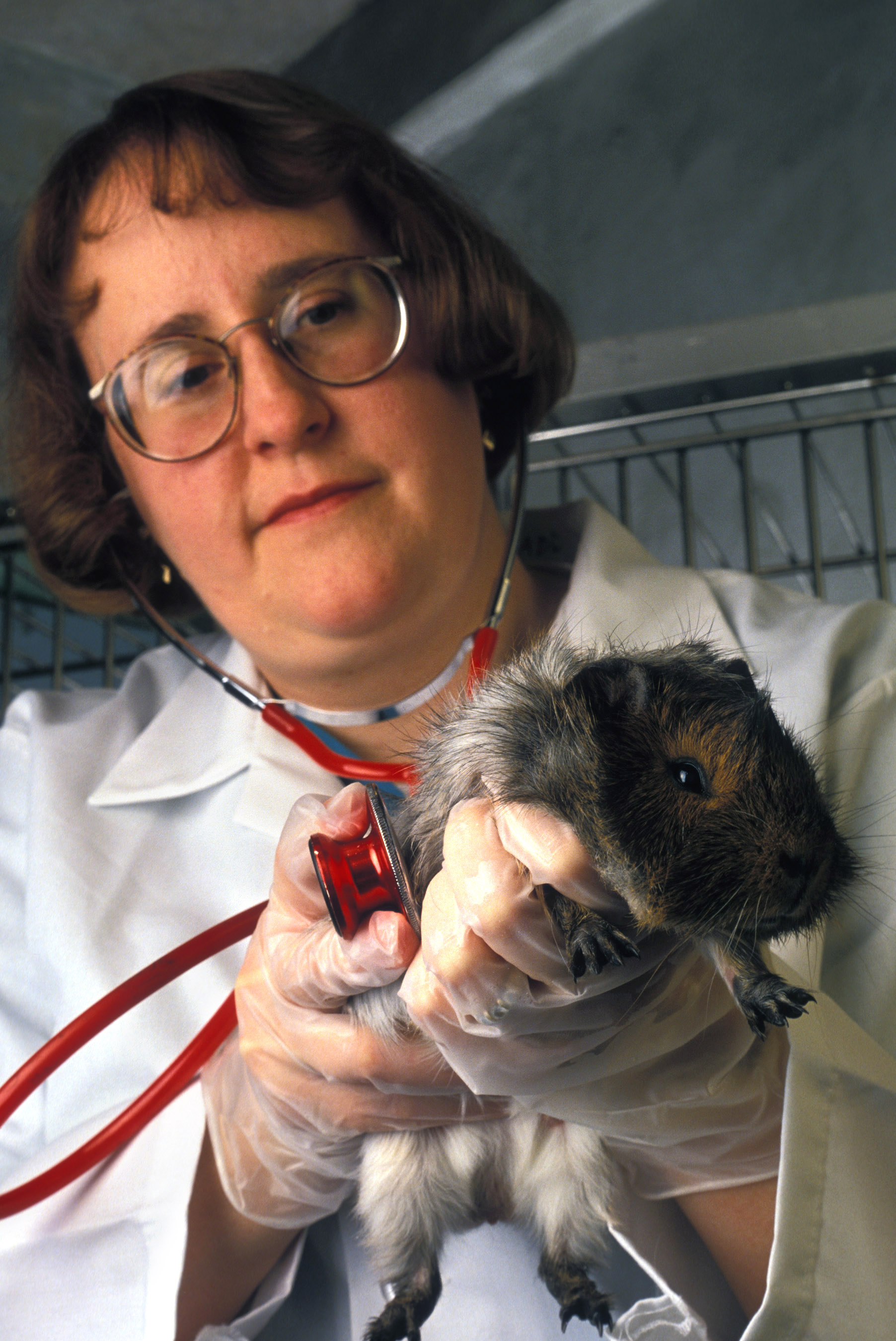
Le cochon d'Inde est l'une des rares espèces qui partagent avec les primates l'incapacité à produire de la vitamine C

En France, l'AFSSA recommande un apport quotidien de 110 mg pour un adulte de 20 à 60 ans. Les personnes exposées davantage aux effets nocifs des oxydants, comme les fumeurs, ont des besoins accrus en vitamine C (125 mg selon le Conseil supérieur d'hygiène de Belgique).
Chez les primates en liberté, les analyses nutritionnelles font état d'une consommation quotidienne de 2 000  à   8 000 mg par jour pour des primates d'un poids comparable (chimpanzés) ou légèrement supérieur (gorilles) à celui de l'homme. On recommande 25 mg de vitamine C par kilogramme de poids chez tous les primates en captivité, soit, pour un chimpanzé de poids moyen (70 kg), 1 750 mg par jour.
Les vétérinaires des NAC recommandent 20 mg de vitamine C pour les cochons d'Inde dont le poids peut varier entre 500 g et 1,7 kg, et 30  à   60 mg pour les femelles gestantes,.
On constate donc que les apports recommandés (par kg de masse corporelle) par les médecins nutritionnistes sont sensiblement plus faibles pour l'homme que pour les autres espèces qui en ont besoin.
Les tenants de la médecine orthomoléculaire, une pseudomédecine, ont avancé que les apports nutritionnels recommandés devraient être d'au moins 6 000 mg, voire 18 000 mg. Les études actuelles menées par la communauté médicale et scientifique sur les fortes doses de vitamine C ne sont pas suffisamment concluantes pour en faire une recommandation,.
D'après une méta-analyse publié en 2018, plus la concentration de vitamine C provenant de l'alimentation dans le sang est élevé, plus la mortalité est faible. La concentration la plus élevée mesurée à 90 µmol/L correspond à l'ingestion de 1,25 g deux fois par jour de vitamine C.

### Carence
Une importante carence en vitamine C, très rare, provoque le scorbut, lorsque l'apport est de moins de 10 mg par jour. Les hypovitaminoses plus discrètes sont très répandues et se traduisent par de l'asthénie, un amaigrissement, des maux de tête, des douleurs osseuses, une plus grande sensibilité aux infections et parfois des problèmes hémorragiques.

### Toxicité
La vitamine C est non toxique aux doses usuellement absorbées pour un individu en bonne santé.
Depuis sa synthèse dans les années 1930, la vitamine C est utilisée à toutes les doses à travers le monde. Les seuls effets secondaires associés à son utilisation et qui soient établis sont la diarrhée bénigne et une action diurétique. Celles-ci surviennent lorsqu'elle est consommée trop rapidement et en trop grande quantité. L'organisme ne pouvant la stocker, il en élimine ainsi l'excès.
Les symptômes d'un surdosage en vitamine C peuvent être : (et/ou) nausée, vomissements, céphalées, éruptions cutanées, asthénie.
Les autres effets de la vitamine C à haute dose ne sont pas établis, les études étant contradictoires entre elles. Ainsi, certaines études montrent que les calculs rénaux sont favorisés, par de hautes doses de vitamine C, d'autres montrent qu'ils n'en sont pas favorisés,,, voire seraient réduits.
La vitamine C n'a pas d'effet mutagène (étude sur des doses allant jusqu’à 5 000 mg par jour),. In vivo les études montrent que la vitamine C, même en présence de métaux de transition n'a pas d'effet mutagène et qu'au contraire elle protège les cellules de l'action mutagène du peroxyde d'hydrogène.
Certains auteurs, comme Thomas Levy, soutiennent l'innocuité de doses plus fortes, 6 à 12 g/j en dose optimale selon les individus. Levy précise que certains symptômes constatés entre 500 mg et 1000 mg/j sont transitoires et dus à des doses sub-optimales et disparaissent à plus forte concentration en soulignant que souvent les études d'impact sont basées sur des doses qualifiées d'élevées mais en réalité sous-optimales (par exemple, pour les risques de cataracte, une étude évoque des doses de vitamine C et E combinées à des valeurs moyennes de 1000 mg et 100 mg respectivement « The most commonly used dose of vitamin C and vitamin E as single supplements was estimated to be ≈1,000 mg and ≈100 mg, respectively »).

## Usages thérapeutiques ou pseudo-thérapeutiques
En tant que traitement médical, la vitamine C a quelques indications reconnues : la prévention ou le traitement du scorbut, l'avitaminose C, la méthémoglobinémie idiopathique du nourrisson et la méthémoglobinémie chez les sujets déficients en G6PD.
Il s'agit d'une molécule utilisée couramment en automédication : plus de 10 % des Américains en consomment.
En décembre 2007, la cour d'appel de Poitiers a estimé que les produits à base de vitamine C 500 et C 180 devaient être considérés comme des médicaments par fonction, restreignant ainsi leur distribution au sein des officines de pharmacie. Cette décision s'appuyait sur une interprétation de l’article 5111-1 du code français de la santé publique. Cependant, la Cour de cassation a annulé cette décision en janvier 2009. En effet, celle-ci a estimé que la cour d'appel avait privé sa décision de base légale en ne procédant pas à l'examen de l’ensemble des caractéristiques du produit, comme l'indique une jurisprudence de la Cour de justice des Communautés européennes,. De fait, il n'est pas dit si la vitamine C est un médicament ou pas. Simplement l'arrêt interdisant la commercialisation a été annulé car la détermination de son appartenance à la classe des médicaments n'a pas été faite conformément à la jurisprudence communautaire.

### Épuisement et fatigue
La vitamine C administrée par voie intraveineuse soulagerait la fatigue en deux heures, chez les 50 % ayant le moins de vitamine dans le sang, effet qui s'est prolongé au moins jusqu'au jour suivant l'administration, ce qui est notable étant donné que la pharmacocinétique de la vitamine C par voie intraveineuse prédit une augmentation des concentrations sanguines de vitamine C pendant seulement quatre à six heures. Le stress oxydatif, tel qu'évalué par la méthode Free Oxygen Radicals Test (FORT), a également diminué.
Par voie orale, une dose modérée de vitamine C (500 mg) pourrait diminuer les sensations de fatigue et d'effort chez des personnes obèses suivant un régime hypocalorique.
Une idée reçue voudrait que la vitamine C empêche de dormir mais cela pourrait se révéler inexact.

### Rhume et maladies respiratoires
Dans les années 1970, l'Américain Linus Pauling (l'un des fondateurs de la médecine orthomoléculaire, une pratique pseudo-scientifique) préconisait 1 g de vitamine C par heure dès les premiers symptômes pour faire régresser l'infection. Cette vitamine est largement utilisée en automédication dans le rhume banal.
En 2004, des études comme celles de la Collaboration Cochrane concluent que la vitamine C n'empêche pas le rhume (pas d'effet préventif, c'est-à-dire pas de réduction du nombre de cas de rhume) dans la population générale ; mais ces méta-analyses montrent que cette vitamine peut réduire la durée et la sévérité des rhumes, et qu'elle peut se justifier chez les sujets exposés au froid et en effort physique intense,. 
Depuis 2013, au vu des essais randomisés disponibles, le groupe Cochrane estime que l'échec préventif de la vitamine C à réduire l'incidence du rhume en population générale ne justifie pas sa recommandation en routine. Cependant, des essais individuels peuvent être utiles, étant donné le faible coût et les bienfaits potentiels (réduction de la durée et de la sévérité des rhumes). D'autres essais randomisés sont nécessaires. Remarque : l'étude de la Collaboration Cochrane se réfère à des essais à dosage unique journalier, en 4 groupes à dosages croissants, le groupe à dosage plus fort étant de 4 gr par jour et plus. Cela diffère significativement du point de vue pharmacologique du dosage de 1g par heure préconisé par Linus Pauling.
En France, la Direction générale de la concurrence, de la consommation et de la répression des fraudes (DGCCRF) est chargée de la réglementation concernant la communication sur l’impact sanitaire de certaines denrées alimentaires. Celle-ci a alerté, en 2021, sur les « allégations de santé non autorisées » concernant les vitamines, de nombreux produits industriels enrichis artificiellement en vitamine C affichant « la vitamine C augmente les défenses immunitaires » au lieu de l’allégation autorisée « La vitamine C contribue au fonctionnement normal du système immunitaire ».

#### Cas particulier de groupes denses (exposés à un risque accru de contagion)
En 2011, une revue systématique a porté sur les effets d'une supplémentation en vitamine C sur les infections respiratoires de recrues militaires, et d'autres sujets vivant en groupes denses (3 essais concernaient des étudiants en logements surpeuplés) et des sujets soumis à des efforts physiques intenses (marathoniens). 
Huit de ces essais étaient à double insu et contrôlés par placebo, et sept ont été randomisés. Cinq petits essais ont conclu à une réduction statistiquement significative (-45 à -91% de cas de rhume dans le groupe supplémenté en vitamine C et soumis à de gros efforts). 
Trois autres essais ont conclu à une réduction de 80 à 100% de l'incidence de la pneumonie dans le groupe supplémenté en vitamine C.

#### Cas particulier des nageurs amateurs et de compétition (effet de sex-ratio)
Les poumons de ces sportifs et sportives (très sensibles aux infections respiratoires) sont exposés au chlore des piscines. Un panel de nageur/nageuses adolescent(e)s a été observé durant 3 mois d'hivers, supplémenté(e)s ou non en Vitamine C; dans ce cas, la vitamine C était bénéfique pour les hommes (réduction de la durée et de la gravité des infection principalement), sans effet sur le risque de développer une infection chez les nageurs de compétition.
Cette différence n'a pas pu être expliquée par l'étude, et elle justifie selon les auteurs des recherches supplémentaires.

Nota : une autre étude a montré que les nageurs manquant de vitamine D3 n'ont pas plus d'infections respiratoires que les autres, mais qu'elles sont plus longues et plus graves.

#### Essais dans le cadre de la pandémie de COVID-19
Puisque la supplémentation en vitamine C semble pouvoir prévenir la gravité d'une pneumonie,, des études de son effet sur la COVID-19 ont été encouragées,.
Un essai clinique randomisé sur 167 patients d'une unité de soins intensifs, a conclu que la perfusion intraveineuse de vitamine C à haute dose vs placebo pendant 96 heures n'a entraîné aucune différence significative dans le score modifié d'évaluation de la défaillance d'organe séquentiel à 96 heures ou dans les niveaux de C - protéine réactive et thrombomoduline à 168 heures. Chez les patients atteints de septicémie et de SDRA, ce traitement par rapport au placebo n'a pas significativement réduit les scores de défaillance organique à 96 heures, ni amélioré les niveaux de biomarqueurs à 168 heures.

### Vitamine C et plomb
En 1939, on a signalé que 34 travailleurs ayant absorbé du plomb avaient été traités au moyen de la vitamine C. Récemment, une étude sur des animaux a montré que la vitamine C avait un effet protecteur contre l’intoxication au plomb sur les plans des fonctions nerveuses et musculaires. Chez des fumeurs, l’administration de 1 000 mg de vitamine C a permis une réduction moyenne de 81 % des concentrations sanguines de plomb, tandis que 200 mg sont restés sans effet. Les auteurs ont donc conclu que la supplémentation en vitamine C pourrait représenter une façon économique et pratique de faire baisser les concentrations de plomb dans le sang. Une étude publiée dans le journal de l’association médicale américaine conclut que, si le lien de causalité pouvait être confirmé, la corrélation inverse entre le plomb et la vitamine C dans le sang constatée dans une enquête d’envergure nationale, aurait un impact sur le plan de la santé publique en général.

### Syndrome d’immunodéficience acquise (SIDA)
Une des maladies dont le traitement éventuel par des doses pharmacologiques d’ascorbate est le plus controversé est le SIDA. La controverse dure depuis plus de 16 ans, c’est-à-dire depuis la publication d’une étude tendant à montrer que l’ascorbate, en doses non toxiques pour l’homme, arrêtait la réplication du VIH, dans le journal Proceedings of the National Academy of Sciences des États-Unis. D’autres études des mêmes auteurs ont suivi et ont étayé ces résultats,,, mais aucune étude clinique d’envergure n’a été entreprise.

### Cancer
Dans le cadre du traitement contre le cancer, Linus Pauling s'inspirant des travaux d'Irwin Stone, donne l'idée d'un apport en acide ascorbique beaucoup plus important que suggéré par les AJR (de l'ordre de 10 à 20 grammes par jour). Un effet favorable semble exister chez les cultures cellulaires ou chez des animaux, en particulier une inhibition de la prolifération cellulaire mais aucune preuve satisfaisante n'existe chez l'être humain à titre curatif, ou préventif,. La Société suisse de lutte contre le cancer souligne, en particulier, les faiblesses du dossier scientifique de Matthias Rath, autre promoteur de l'usage de la vitamine C contre le cancer. Matthias Rath a de plus été condamné pour essais thérapeutiques non autorisés et accusé d'avoir fait mourir des patients atteints du VIH en utilisant des vitamines comme traitement anti-VIH à la place d'antirétroviraux.
Selon une étude parue en 2008 de l'Institut américain de la santé, l'acide ascorbique injecté par voie intraveineuse à fortes doses (effet oxydant) éviterait l'apparition de métastases, et réduirait de moitié la croissance (sans la stopper) des tumeurs primaires (ovaire, pancréas, glioblastome) de souris de laboratoire.
À l'inverse une étude menée par le docteur Mark Heaney de l'Université Columbia, sur des souris n'ayant pas de lymphocyte T et B surlesquels la vitamine C a des effets positifs, conclut qu'un apport complémentaire en vitamine C pourrait diminuer de 30 à 70 % l'efficacité des traitements de chimiothérapie. Pour Fatima Mechta-Grigoriou, directeur de recherche à l'Inserm et chef de l'équipe stress et cancer à l'Institut Curie, il s'agit, d'une analyse « très préliminaire » qui ne permet en rien de dire quel impact a la vitamine C sur les effets thérapeutiques des anticancéreux.
En 2010, une méta-analyse passant en revue 33 ans de recherches sur la relation entre vitamine C et cancer conclut : « nous devons conclure que nous ne savons toujours pas si la vitamine C a une quelconque activité antitumorale cliniquement significative. Nous ne savons non plus quels types de cancers, s'il y en a, sont susceptibles de réagir à la vitamine C. Enfin, nous ne savons pas quelle est la dose recommandable, si une telle dose existe, afin de produire une réponse antitumorale. »
Cette analyse fut critiquée par le Dr Andrew W. Saul. Les points principaux de sa réplique sont :
- il est faux de dire que nous ne savons pas combien de vitamine C combat efficacement le cancer, et les médecins ont un devoir envers leurs patients de recommander la vitamine C comme traitement de complément ;
  - il existe plusieurs études avec contrôles montrant que la vitamine C augmente la durée et la qualité de vie[75],[76],[77],
  - la dose efficace se situe entre 10 000 et 100 000 milligrammes par voie intraveineuse[78],
- les résultats positifs obtenus par Pauling et Cameron, soulignés par Cabanillas, n'ont pas été contredits par ceux de Moertel et de la Clinique Mayo : 
  - les traitements ont été interrompus au premier signe d'une aggravation, ce qui n'est jamais fait lors des chimiothérapies,
  - l'administration a été faite par voie orale et non intraveineuse, ce qui diminue la dose effectivement absorbée[79]. Pour autant, l'étude initiale de Pauling et Cameron incluait aussi des doses par voie orale [80], et leur étude n'était pas randomisée, à l'inverse de celle faite par la Clinique Mayo. Le protocole, mis en place par la Clinique Mayo, l'a été fait en accord avec Pauling. Celui-ci a d'ailleurs plutôt réfuté les résultats en arguant que la chimio et la radiothérapie pouvait "endommager" le système immunitaire, mais n'a jamais attaqué le protocole sur les doses orales[81],
- les résultats de Pauling et Cameron ont en fait été confirmés par Murata et Lasagna :
  - Murata a obtenu de meilleurs résultats encore avec ses patients en phase terminale[75],
  - Lasagna a conclu qu'il était indéfendable de ne pas donner de vitamine C aux cancéreux[82],
- l'oncologue Victor Marcial rapporte (donnée non publié) que :
  - 75 % des tumeurs ont diminué de 50 % ou plus avec la vitamine C en intraveineuse chez 40 patients au stade 4 (avec métastases) n'ayant pas répondu aux traitements conventionnels (radiothérapie, chimiothérapie),
  - la vitamine C augmente les effets de la radiothérapie et en diminue les effets indésirables[83].

Ces quelques résultats favorables ne doivent pas occulter tous les autres, défavorables, non cités par Andrew W. Saul, mis en valeur dans la méta-analyse.

### Maladie de Charcot-Marie-Tooth
Des quantités entre 1 000 mg et 3 000 mg/jour (fractionnées en plusieurs prises du fait d'un risque de toxicité rénale) sont proposées à titre d'essai thérapeutique dans le traitement d'une maladie neurologique héréditaire, la maladie de Charcot-Marie-Tooth type 1A. L'essai clinique mené chez ces patients n'a pu être envisagé qu'après la réalisation d'un essai pré-clinique, mené sur un modèle murin de la maladie montrant des résultats encourageants,, malheureusement les études de phase II et III réalisées sur des humains porteurs de la maladie sont négatifs.

### Utilisation en médecine orthomoléculaire
La médecine orthomoléculaire prônée notamment par Linus Pauling, prix Nobel de chimie, recommande une consommation de vitamine C de 2 à 20 g/jour qui peut être augmentée en cas de maladie, en se basant sur les premiers travaux d'Irwin Stone. Linus Pauling a étudié le rôle de la vitamine C dans la prévention du rhume et le traitement du cancer. Cette vitamine, administrée « sous une forme adéquate, au moyen de techniques appropriées, en doses suffisamment fréquentes, en doses suffisamment élevées, en conjonction avec certains agents et pour une période suffisante », serait capable de prévenir voire de guérir un grand nombre de maladies, notamment la grippe, le cancer, ou les maladies coronariennes. Ces hypothèses n'ont pas été confirmées par d'autres études de plus grande ampleur et plus récentes, que ce soit pour la grippe,, pour le cancer, ou pour les maladies cardio-vasculaires.

### Autres
Elle pourrait être protectrice au niveau rénal, avec une fréquence moindre d'insuffisance rénale en cas d'injection d'un produit de contraste iodé au cours d'un examen radiologique.
En association avec d'autres antioxydants, elle pourrait contribuer à la prévention de la dégénérescence maculaire liée à l'âge, voire, des maladies coronariennes.
La vitamine C pourrait avoir un rôle important dans la régulation de la synthèse du cholestérol.
La prise de vitamine C pourrait diminuer le risque de survenue de goutte.
La vitamine C, injectée précocement par voie intraveineuse, fait partie du traitement de l’intoxication phalloïdienne proposé par le docteur Pierre Bastien.
Les maladies liées à l’âge et les dysfonctionnements immunitaires qui y sont associés pourraient être limités par l’absorption de suppléments de vitamine C.
Chez des hommes infertiles, on a montré qu’un supplément de vitamine C améliorait la qualité du sperme (morphologie et mobilité des spermatozoïdes) et augmentait le nombre de spermatozoïdes.
Le médecin australien Archie Kalokerinos (en), adhérant des thèses de Linus Pauling sur la médecine orthomoléculaire et la vitamine C, émet en 1981 l'hypothèse que la forte mortalité infantile observée chez les enfants aborigènes, et notamment la mort subite du nourrisson, seraient dues à un manque de vitamine C et donc au scorbut. Et que cette mortalité serait de plus aggravée par les vaccinations. Cette hypothèse n'a depuis jamais été validée par la communauté scientifique.
L'Américain Claus Washington Jungeblut (en) avait émis en 1935 l'hypothèse que la vitamine C puisse inactiver le virus de la poliomyélite. Il publia une série de papiers entre 1936 et 1939 dans lesquels il montrait que l'administration d'acide ascorbique chez des singes infectés diminuait la sévérité de la maladie. Albert Sabin essaya de reproduire ces résultats mais n'y parvint pas, ce qui mit un terme à cette voie de recherche. Le docteur Fred R. Klenner déclara devant l'Association de nutrition appliquée des États-Unis que Sabin avait refusé de suivre les conseils de Jungeblut sur la dose de vitamine C nécessaire et avait imposé à ses singes rhésus une charge virale bien plus importante que dans les expériences initiales. Klenner, quant à lui, annonça des résultats cliniques obtenus notamment lors de l'épidémie de 1948 confirmant les résultats de Jungeblut.
Des études réalisées en 1967 et 1993 ont conclu qu'une supplémentation en vitamine C diminuerait la sévérité des symptômes des enfants autistes, une autre en 2011 associe ces résultats à une diminution du stress oxydatif.
Le syndrome de défaillance multiviscérale, qui pour les traumatologues est un des principaux signes annonciateurs du décès, apparaît moins souvent chez les patients recevant de la vitamine C associé à l'alpha-tocophérol ; cela diminue aussi les durées de séjour aux soins intensifs d'une journée.
La vitamine C aurait un effet protecteur vis-à-vis de la nicotine sur les poumons en formations d'un fœtus. Une supplémentation chez la femme enceinte fumeuse améliore ainsi la fonction respiratoire du nouveau-né et diminue le risque de respiration sifflante.
L'allergie pourrait être causée par des polluants environnementaux qui perturbent le cycle de l'histamine. Plusieurs études ont montré que la prise de vitamine C a réduit ou supprimé les symptômes d'allergies. Elle a aussi un effet contre l'asthme en remplaçant la synthèse de bronchoconstricteur PGF2 par celle du bronchodilatateur PGE2. Enfin, elle protège contre l'accumulation d'histamine.
Par contre, son utilisation pourrait être néfaste chez le patient ayant un sepsis.
Chez des étudiants en bonne santé, 500 mg de vitamine C diminue l'anxiété (inventaire d'anxiété de Beck) et le pouls moyen après 14 jours; promeut la vitalité mentale chez des sujets déficients avec 500 mg deux fois par jour pendant un mois,.

## Tolérance intestinale
La tolérance intestinale désigne la quantité de vitamine C qui peut être absorbée par l'intestin dans un temps donné. Lorsque cette quantité est atteinte, la vitamine C non absorbée est éliminée dans les selles. Durant son trajet, elle attire de l'eau dans l'intestin ce qui produit une diarrhée passagère. Ceci est une des raisons pour lesquelles on ne peut pas s'intoxiquer avec de la vitamine C. Certains scientifiques proposent l'hypothèse que la vitamine C étant une vitamine hydrosoluble, une ingestion insuffisante d'eau de dilution au moment de la prise de vitamine C pourrait être à l'origine des troubles intestinaux.

## Histoire
- Au Ve siècle av. J.-C., Aristote connaissait déjà les symptômes du scorbut[119].
- En 1227, Gilbert de Aquila[120] recommande aux marins d'embarquer des stocks de fruits et de légumes frais pour prévenir le scorbut[121].
- Ce n'est qu'au XVIIIe siècle qu'on découvre que la consommation de citrons prévient cette maladie. Le médecin écossais James Lind mena ce qui est considéré comme le premier essai scientifique : après avoir formé six groupes constitués chacun de deux marins scorbutiques, il administra une substance différente selon le groupe, leur nutrition étant par ailleurs identique. Ces substances étaient : le cidre, de l'acide sulfurique, du vinaigre, une concoction d'herbes et d'épices, de l'eau de mer et des oranges et citrons. Seul le dernier groupe a rapidement guéri du scorbut[122]. L'utilisation de conserves alimentaires mises au point par Nicolas Appert en 1795, conservant la vitamine C, régla définitivement le problème pour la marine.
- En 1919, Jack Cecil Drummond a compris que le facteur antiscorbutique faisait partie de ces nouveaux nutriments indispensables qui n'étaient ni sucrés, ni gras, ni protéiques, comme les substances « fat-soluble A », « water-soluble B » déjà connues (découvertes chez le rat), il le nomma d'abord le « water-soluble C »[123], puis recommanda de la nommer vitamine C, dénomination moins « encombrante »[124].
- En 1928, Albert Szent-Gyorgyi voulut comprendre les différences d'oxydation biologique entre des animaux auxquels on avait enlevé les glandes surrénales et d'autres avec leur glandes surrénales. Il s'aperçut que le cortex surrénalien était fortement concentré en une substance très réductrice (antioxydante). Il observa également par ailleurs que des ajouts de jus de plantes pressées à des réactions de peroxydation d'eau oxygénée par des peroxydases inhibait la réaction d'oxydation, il en avait conclu que les plantes contenaient également un élément fortement antioxydant qui détournait l'eau oxygénée. Il isola alors le même agent réducteur dans le cortex surrénalien, dans les oranges et dans les choux. Il le nomma « acide hexuronique » du fait de ses 6 carbones et 6 oxygènes ; il fit alors immédiatement le parallèle avec la fameuse vitamine C, qui était connue pour être antioxydante aussi[125]. Mais ce n'est qu'en 1931 qu'il l'identifia comme étant la vitamine C[126], en même temps que W. A. Waugh et Charles Glen King[127]. Szent-Gyorgyi décida d'abandonner le nom d'acide hexuronique pour le nom d'acide ascorbique (contraction de anti-scorbutique)[128] ; il obtint le prix Nobel de physiologie ou médecine en 1937.
- Cette molécule a été synthétisée en 1933 par Tadeusz Reichstein puis en 1934, par Walter Norman Haworth qui reçut le prix Nobel de chimie en 1937 pour cette découverte.

## Production
La production mondiale annuelle d'acide L-ascorbique de synthèse est de 80 000 tonnes, dont la moitié est utilisée dans les industries pharmaceutiques et parapharmaceutiques, 25 % dans l'agroalimentaire comme conservateur (E300, E301, E302), 15 % dans la fabrication de boissons, le reste étant utilisé pour la nutrition des animaux.
Chez les végétaux, la synthèse de la vitamine C a lieu indifféremment dans toutes les cellules de la plante (voir ci-dessous la liste des aliments possédant les plus hautes concentrations de vitamine C). Dans plusieurs régions du monde, notamment en Europe où sa consommation est importante, la pomme de terre, malgré une teneur moyenne très modérée, est la source principale de vitamine C dans le régime alimentaire moyen. Elle représentait ainsi en 1992 de 15 à 20 % de l'apport journalier moyen au Royaume-Uni.
Chez les animaux qui en sont capables, la synthèse a lieu majoritairement dans le foie, mais toutes les autres cellules en ont la capacité, qui reste cependant très limitée.

## Teneurs en vitamine C
Les teneurs ci-dessous sont des valeurs moyennes qui peuvent varier notablement selon les variétés des fruits et légumes indiqués.
| Aliment                                    | Teneur (mg/100 g) |
| ------------------------------------------ | ----------------- |
| Terminalia ferdinandiana                   | 3 000,            |
| Camu-camu (baie d'Amazonie)                | 2 400-3 000       |
| Acérola (petite cerise du Brésil)          | 1 000-1 677,6,    |
| Ditax (fruit du Sénégal)                   | 1 000-1 200       |
| Baie d'églantier ou Cynorrhodon            | 426-1 250,        |
| Argousier                                  | 400               |
| Amla (ou "groseille indienne")             | 445               |
| Ortie (Urtica dioica) (ou "grande ortie")  | 333               |
| Pain de singe, le fruit du baobab africain | 250               |
| feuilles de fraisier                       | 230               |
| Goyave                                     | 228               |
| feuilles de violette                       | 210               |
| Cassis                                     | 200,              |
| Persil                                     | 190,              |
| Poivron rouge cru (cuit)                   | 162 (81)          |
| Lycium barbarum (Baie de goji) séchée      | 73-200            |
| Herbes aromatiques fraîches                | 143               |
| Navet (fanes)                              | 139               |
| Poivrons vert et jaune crus (cuits)        | 120 (69)          |
| Litchi                                     | 71,               |
| Fraise                                     | 67,               |
| Citron                                     | 65,               |
| Papaye                                     | 59,7              |
| Kiwi                                       | 59                |
| Chou de Bruxelles cuit                     | 58,2              |
| Cresson cru et cerfeuil                    | 56,5,             |
| Chou rouge cru (cuit)                      | 55 (32)           |
| Oseille crue                               | 48                |
| Cerfeuil                                   | 44,7              |
| Groseille                                  | 40                |
| Orange                                     | 39,7              |
| Épinard cru (cuit)                         | 39,3 (5,05)       |
| Chou vert cuit                             | 20                |
| Pomme de terre cuite au four (à l'eau)     | 12,8 (7,96)       |
| Cerise                                     | 9,33              |
| Pastèque                                   | 8,1               |
| Fenouil cru (cuit)                         | 5-12 (1,6)        |

La vitamine C contenue dans un comprimé  de 1 g (1000 mg), équivaudrait  à environ  13 oranges de 150 g (presque 2 kg) , contenant chacune environ 75 mg de vitamine C (13 x 75 = 975 mg),.

## Divers
La vitamine C fait partie de la liste des médicaments essentiels de l'Organisation mondiale de la santé.

### Reportages télévisés
- Canadian Broadcasting Corporation, Fighting Cancer, John Hoffer, du Jewish General Hospital de Montréal.
- 60 Minutes, Farmer given up for dead by hospital after getting swine flu saved by intravenous vitamin C.
  - Suivi : Entrevue avec l'avocate de la famille, au sujet des difficultés de la famille avec l'hôpital.
- HealthWatch, Denise Nakano, NBC 10, « High dose vitamin C reduces tumor growth by half according to a recent study (...) », Reportage.